# Maria Fumaça (álbum)
Maria Fumaça é o álbum de estreia da Banda Black Rio, um grupo musical brasileiro, lançado em 1977 pela gravadora WEA - pelo selo Atlantic Records - com gravações realizadas no mesmo ano nos estúdios Level e Haway. O álbum é considerado um dos grandes clássicos da música brasileira, tendo sido indicado como um dos 100 maiores discos da música brasileira pela revista Rolling Stone Brasil.
A capa do álbum traz duas imagens sobrepostas dos sete integrantes em círculo. A intenção do fotógrafo Sebastião Barbosa era criar uma imagem estilo caleidoscópio, mas apenas duas fotos foram feitas, pois ao registrarem a segunda, a câmera caiu e acertou o rosto de Barrosinho, provocando-lhe um grande galo na testa, que ficou registrado na capa. Na contracapa, há uma foto dos integrantes tirada com uma lente "olho de peixe".

## Antecedentes
Com a transformação do grupo Senzala em Banda Black Rio no final de 1976, o grupo pode assinar contrato com a gravadora WEA, recém-estabelecida no país, e começaram a receber um salário fixo para ensaiarem, lapidando um novo estilo e fechando um repertório. Foram 3 meses que ocasionaram, também, algumas rusgas. Logo, com a parte musical fechada, a gravadora resolveu bancar uma apresentação deles em um dos bailes do subúrbio carioca, que ocorria na quadra de basquete do Olaria Atlético Clube. Eles tocaram no meio da apresentação da equipe de som Soul Grand Prix, também contratada da WEA. A recepção não foi calorosa, tendo boa parte do público estranhado uma apresentação ao vivo em um local onde todos estavam acostumados com a reprodução de discos. Ainda assim, André Midani, chefe da gravadora, considerou o resultado positivo e resolveu seguir em frente com o projeto de lançar um disco.

## Recepção

### Lançamento
O álbum foi lançado em 1977 pela gravadora WEA, através do selo Atlantic Records - que seria utilizado para lançar artistas da música negra pela gravadora em nosso país. A divulgação do disco se beneficiou da inclusão da música título como tema de abertura e encerramento da telenovela da Rede Globo Locomotivas, bem como do lançamento de duas músicas de trabalho no formato compacto simples: "Na Baixa do Sapateiro", releitura de Ary Barroso, e "Maria Fumaça", música autoral.
Realizaram, também, uma turnê acompanhando Caetano Veloso chamada de Maria Fumaça - Bicho Baile Show que teve temporadas de shows em teatros nas maiores capitais do país: em São Paulo, no Teatro Bandeirantes; no Rio de Janeiro, no Teatro Carlos Gomes; em Belo Horizonte; e em Porto Alegre. As apresentações sofreram com críticas negativas por parte da crítica ao formato proposto pelos artistas. Ainda assim, os instrumentistas foram muito elogiados, especialmente Oberdan Magalhães.
Com essa divulgação, as vendagens do disco foram consideradas boas pela gravadora, tendo André Midani, chefe da WEA, estimado, em entrevista posterior, as vendas como superiores a 80 mil.

### Fortuna crítica
| Críticas profissionais | Críticas profissionais |
| Avaliações da crítica  | Avaliações da crítica  |
| Fonte                  | Avaliação              |
| ---------------------- | ---------------------- |
| Allmusic               | [ 8 ]                  |
| Folha de S.Paulo       | [ 9 ]                  |

Álvaro Neder, escrevendo quando do relançamento do álbum em CD, elogia o trabalho da banda na fusão entre o samba brasileiro e o funk norte-americano, que ficaria conhecido como samba-funk nos anos seguintes. Ele menciona, especialmente, os arranjos de metais - que ele chama de "quentes" -, a boa seção percussiva, e os ótimos solos. André Barcinski, escrevendo para a Folha de S.Paulo na ocasião do relançamento do disco em LP pela Polysom, chama o álbum de "clássico da soul music brasileira" e afirma que o disco influenciou musicalmente Robson Jorge e Lincoln Olivetti.

### Relançamentos
O álbum experimentou diversos relançamentos ao longo dos anos. Em 1988, foi relançado em vinil. Em 1994, relançamento em CD e LP. Em 2001, foi completamente remasterizado para reedição em CD. Em 2013, teve um relançamento em vinil de 180 gramas, pela Polysom. Por último, a gravadora Mr Bongo Records passou a reeditar o álbum em CD e LP fora do Brasil em 2016.

## Legado
Foi incluído na lista dos 100 maiores discos da música brasileira pela Rolling Stone Brasil, na 38ª posição. Além disso, "Maria Fumaça" ficou na 79ª posição na lista, feita pela mesma revista, das 100 maiores músicas brasileiras.

## Faixas
| Lado A |                         |                                        |         |  |
| N.º    | Título                  | Compositor(es)                         | Duração |  |
| 1.     | "Maria Fumaça"          | Oberdan Magalhães / Luiz Carlos Batera | 2:22    |  |
| 2.     | "Na Baixa do Sapateiro" | Ary Barroso                            | 3:02    |  |
| 3.     | "Mr. Funky Samba"       | Jamil Joanes                           | 3:36    |  |
| 4.     | "Caminho da Roça"       | Oberdan Magalhães / Barrosinho         | 2:57    |  |
| 5.     | "Metalúrgica"           | Cláudio Stevenson / Cristovão Bastos   | 2:30    |  |

| Lado B         |                       |                                  |         |  |
| N.º            | Título                | Compositor(es)                   | Duração |  |
| 1.             | "Baião"               | Luiz Gonzaga / Humberto Teixeira | 3:26    |  |
| 2.             | "Casa Forte"          | Edu Lobo                         | 2:22    |  |
| 3.             | "Leblon Via Vaz Lôbo" | Oberdan Magalhães                | 3:02    |  |
| 4.             | "Urubu Malandro"      | Louro / João de Barro            | 2:28    |  |
| 5.             | "Junia"               | Jamil Joanes                     | 3:39    |  |
| Duração total: | Duração total:        | Duração total:                   | 29:24   |  |

## Créditos
Créditos dados pelo Discogs.

### Músicos
Banda Black Rio
- Oberdan Magalhães: Saxofone alto, saxofone tenor e saxofone soprano
- Lúcio J. da Silva, o Lúcio Trombone: Trombone
- Barrosinho: Trompete
- Cláudio Stevenson: Guitarra
- Cristovão Bastos: Teclados
- Jamil Joanes: Baixo
- Luiz Carlos Batera: Bateria e percussão

Músicos adicionais
- Geraldo Bongô (Geraldo Sabino de Oliveira), Luna (Roberto Bastos Pinheiro), Nenê (Realcino Lima Filho) e Wilson Canegal: Percussão

### Ficha técnica
- Coordenador Musical: Dom Filó
- Produção: Marco Mazzola
- Masterização: Humberto Gatica
- Mixagem: Marco Mazzola
- Direção de estúdio: Liminha
- Engenheiros de som: Andy Mills e Don Lewis
- Arte: José Paulo Costa
- Fotografia: Sebastião Barbosa